# Gordofobia
La obesofobia —del inglés obesophobia, también referida en la literatura como pocrescofobia, miedo a ganar peso, fobia al peso o fobia a la grasa— es un neologismo que alude al miedo o desagrado exagerado a la gordura propia o la de otros.En los ámbitos de la psicología clínica y la nutrición, algunos autores la asocian a problemas de conducta alimentaria riesgosas y trastornos psicológicos tales como la anorexia nerviosa, donde el término se vincula a la «presencia de una actitud implacable y distorsionada hacia el peso corporal y la propia forma del cuerpo».
Las personas que padecen esta fobia inician con el deseo de perder peso, el cual se convierte en un acto compulsivo por evitar, a toda costa, las cosas que podrían dar como resultado un aumento de peso. Cuanto más evitan estas cosas, más les temen. Un hábito de evitación podría conducir a una sensación de fracaso si se gana peso. El aumento de peso es visto como un fracaso para los que padecen de obesofobia, y, por lo tanto, experimentan un miedo anormal hacia todo lo que causa que fallen.
La obesofobia también se conoce como fobia a aumentar de peso (weight phobia), un término creado por Arthur H. Crisp respecto a la percepción que sufren quienes padecen anorexia nerviosa; un trastorno alimenticio que se caracteriza por un miedo obsesivo a engordar, y que se relaciona con el aumento de peso.Algunos psicólogos (Hsu & Lee, 1993)han indicado que la fobia a ganar peso es un precedente necesario para un diagnóstico de anorexia nerviosa.

## Origen
El término proviene de la expresión en idioma inglés fat phobia (‘fobia a la gordura’), acuñada en ocasión de un estudio llevado a cabo en 1984 por B.E. Robinson, L.C. Bacon y J. O’Reilly en Minnesota (Estados Unidos), que registró las actitudes negativas de los ciudadanos locales hacia los estereotipos relacionados con la gente gorda. Estas actitudes negativas fueron denominadas fat phobia por los investigadores. Al enfocarse en las actitudes de la población en general en lugar del miedo a acumular peso del individuo en particular, identificaron un posible factor etiológico en el desarrollo del miedo a la gordura personal.